# Federico Campaiola
Federico Campaiola, noto anche con lo pseudonimo di Federico Ward (Roma, 24 maggio 1995), è un doppiatore italiano.

## Biografia
È il figlio della doppiatrice Monica Ward, fratello minore del doppiatore Alessandro Campaiola e nipote dei doppiatori Luca e Andrea Ward. Ha dato inizio alla sua attività da doppiatore, prestando la voce soprattutto a pubblicità e annunci, dai 4 ai 10 anni circa, prendendosi poi una pausa. Successivamente, all'età di 14, ha ricominciato ad assumere ruoli anche al di fuori dell'aspetto pubblicitario.
Ha realizzato un extended play rap/hip hop, Punto di partenza. Con il gruppo GAFF ha portato a teatro lo spettacolo Lavoriamoci su.
Nel 2015 ha vinto il Premio Vincenzo Crocitti sezione giovanissimi come "attore emergente".

## Doppiaggio

### Film
- Lucas Hedges in Manchester by the Sea, Lady Bird, Boy Erased - Vite cancellate, Waves - Le onde della vita
- Tye Sheridan in Ready Player One, Voyagers, Il collezionista di carte
- Georg Sulzer in Aiuto, ho ristretto la prof!, Aiuto, ho ristretto mamma e papà!, Aiuto, ho ristretto i miei amici!
- Archie Renaux ne L'altra Zoey, Upgraded - Amore, arte e bugie, Alien: Romulus
- Jorge Lendeborg Jr. in Spider-Man: Homecoming, Tuo, Simon
- Nicholas Hamilton in It, It - Capitolo due, La battaglia di Long Tan
- Gabriel LaBelle in The Fabelmans, Saturday Night
- Charlie Heaton in The New Mutants
- Nat Wolff in Città di carta
- Timothée Chalamet in Beautiful Boy
- Brett Kelly in Babbo bastardo 2
- Nick Robinson in La quinta onda
- Sean Jones in Ogni giorno
- Josh Dylan in Mamma Mia! Ci risiamo
- Charlie Wright in Diario di una schiappa - Portatemi a casa!
- Zach Barack in Spider-Man: Far from Home
- Kodi Smit-McPhee in Apes Revolution - Il pianeta delle scimmie
- Miles Robbins in Giù le mani dalle nostre figlie
- Devin Druid in Segreti di famiglia
- Yahya Abdul-Mateen II in The Greatest Showman
- Jonny Weston in Project Almanac - Benvenuti a ieri
- Quincy Fouse in Logan: The Wolverine
- Leo McHugh Carroll in Noah
- Jorge Clemente in Il club degli incompresi
- Juan Manuel Rojas in Il missionario - La preghiera come unica arma
- Théo Cholbi in Riparare i viventi
- Tanay Chheda in Maga Martina 2 - Viaggio in India
- Luciano Hiwat in Body Language
- Simon Edenroth in Mr. Ove
- Levin Liam in Storia di una ladra di libri
- Yohann Chopin in Creators - The Past
- Kai Kadlec in  Willy's Wonderland
- Cole Sprouse in Sognando Marte
- Aaron Hilmer in Niente di nuovo sul fronte occidentale
- Mackenyu in I Cavalieri dello zodiaco
- Jonah Hauer-King in La sirenetta
- Archie Madekwe in Gran Turismo - La storia di un sogno impossibile
- Jalen Thomas Brooks in Thanksgiving
- Sheyi Cole in The Beautiful Game
- Travis Jeffery ne Il regno del pianeta delle scimmie
- Emil Hedayat in Una parte di te
- Michał Sikorski in Freestyle
- Gavin Leatherwood in It's What's Inside
- Magnus Haugaard Petersen in Maybe Baby 2
- Leo Woodall in Bridget Jones - Un amore di ragazzo
- Fred Hechinger in Thelma
- Richard Harmon in Final Destination Bloodlines
- Aramis Knight in Karate Kid: Legends
- Harry Trevaldwy in Dragon Trainer

### Film d'animazione
- Rodrick Heffley in Diario di una schiappa, Diario di una schiappa - La legge dei più grandi, Diario di una schiappa a Natale - Si salvi chi può!
- Ryder in PAW Patrol - Il film, PAW Patrol - Il super film
- Henry e George Leroux in Palle di neve
- Shoya Ishida in La forma della voce - A Silent Voice
- Cherry in Words Bubble Up Like Soda Pop
- Tai Kamiya in Digimon Adventure: Last Evolution Kizuna
- Barry Allen / Flash in DC League of Super-Pets
- Hopper Chickenson in Hopper e il tempio perduto
- Editore in Look Back

### Serie televisive
- Franz Drameh in Legends of Tomorrow, The Flash, Arrow, Supergirl
- Manny Montana in Graceland, Conviction
- Eka Darville in Jessica Jones, The Defenders
- André Lamoglia in Bia, Élite
- Charlie Heaton in Stranger Things
- Cooper Van Grootel in One of us is lying
- Curran Walters in Titans
- Rhenzy Feliz in Runaways
- Zack Morris in Piccoli brividi
- Aneurin Barnard in 1899
- Maxim Baldry in Il Signore degli Anelli - Gli Anelli del Potere
- Rhys Matthew Bond in Good Witch
- Finn Cole in Animal Kingdom
- Lucas Jade Zumann in Chiamatemi Anna
- Sam Corlett in Le terrificanti avventure di Sabrina
- Luke Newton in Bridgerton
- Harrison Osterfield in Gli Irregolari di Baker Street
- Jonathan Castellanos in Off the Map
- Gabriel Basso in The Big C
- Ricardo Hoyos in Degrassi: Next Class
- Aaron Moten in Disjointed
- Jake Austin Walker in Rectify
- Tommy Knight in Victoria
- Callum Woodhouse in I Durrell - La mia famiglia e altri animali
- Kedar Williams-Stirling in Wolfblood - Sangue di lupo
- Avi Kornick in Split
- Alex Le Bas in Una vita normale
- Nicholas Coombe in Mister Bugia
- Liam Green in Fargo
- Quentin Merabet in Code Lyoko - Evolution
- Beau Mirchoff in Aquarius
- Chai Hansen in Shadowhunters
- Peyton Alex Smith in Legacies
- Ridder van Kooten in Giovani Chefs
- Kylen Davis in The Carmichael Show
- Oriol Puig in Le verità nascoste
- Fionn Whitehead in Black Mirror: Bandersnatch
- Jung Jin-young in My First First Love
- Sam Eliot in The Society
- Ludwig Simon in Noi siamo l'onda
- Mo McRae in Sons of Anarchy
- Archie Renaux in Tenebre e ossa
- Franco Piffaretti in Intrecci del passato
- Shane Paul McGhie in Deputy
- Aaron Dominguez in Only Murders in the Building
- Alex Aiono in Dottoressa Doogie
- Jake Austin Walker in Il mistero dei Templari - La serie
- Gerran Howell in Suspicion
- Niko Terho in Grey's Anatomy
- Eman Esfandi in Ahsoka
- Choo Young-woo in The Trauma Code - Il turno degli eroi
- Freddie Thorp in Fate: The Winx Saga
- Brian Altemus in Shelter
- Asa Germann in Gen V
- Clark Duke in The Office
- Ren Watabe in Monarch: Legacy of Monsters
- Kodi Smit-McPhee in Disclaimer - La vita perfetta
- Max Montesi in The Last of Us
- Aramis Knight in Ms. Marvel

### Film tv e miniserie
- Cainan Wiebe in I 16 desideri
- Bryant Prince in Il faro dei ricordi
- Fionn Whitehead in Grandi speranze
- Anthony Ramos in Ironheart

### Soap opera e telenovelas
- Anthony Turpel in Beautiful
- Gerard Marti in Lana, fashion blogger
- Santiago Achaga in Heidi Bienvenida

### Serie di animazione
- A tutto reality - La vendetta dell'isola, A tutto reality - All-Stars - Cameron Corduroy Wilkins
- Kong - Re dei primati - Dr. Richard Remy
- PAW Patrol - Ryder
- One-Punch Man - Spatent Rider (2^voce)
- Phineas e Ferb - Ferb Fletcher (2^voce)
- Super Hero Squad Show - H.E.R.B.I.E.
- Max & Maestro - Leo
- Atout 5 - Sam
- Prison School - Kiyoshi Fujino
- Egyxos - Dale
- Heidi - Karl
- Floopaloo - Malik
- Craig - Bryson Williams
- Death Parade - Shimada
- World of Winx - Naoki
- 44 gatti - Lampo
- Sabrina vita da strega - Harvey
- I Simpson - Ed Sheeran e altri personaggi
- The Promised Neverland - Ray
- Tokyo Ghoul Jack - Kisho Arima
- Rise of the Teenage Mutant Ninja Turtles - Il destino delle Tartarughe Ninja - Leonardo
- Doki - Fico
- M.O.D.O.K. - Louis Tarleton
- Kemono Jihen - Kabane
- New Panty & Stocking with Garterbelt - Polyurethane
- Bee e PuppyCat - Deckard
- Ernest & Rebecca - Ernest
- Class of the Titans - Jay
- Four Knight of the Apocalypse - Edlin
- Solo Leveling - Sung Jinwoo
- Togen Anki - Sangue maledetto - Tsubakiri Momomiya
- Jurassic World - Nuove avventure, Jurassic World - Teoria del caos - Kenji Kon
- Devil May Cry - Dante
- Murder Drones - Serial Designation N

### Videogiochi
- Ryder in PAW Patrol World (2023)[6]

## Teatro
- Lavoriamoci su (2015)[3]
- Potrebbe andare peggio (2017)
- Jazz Fiction (2018)